# Aurora (Texas)
Aurora é uma cidade  localizada no estado norte-americano do Texas, no Condado de Wise.

## Demografia
Segundo o censo norte-americano de 2000, a sua população era de 853 habitantes. 
Em 2006, foi estimada uma população de 1021, um aumento de 168 (19.7%).

## Geografia
De acordo com o United States Census Bureau tem uma área de 
8,4 km², dos quais 8,4 km² cobertos por terra e 0,0 km² cobertos por água.

## Localidades na vizinhança
O diagrama seguinte representa as localidades num raio de 12 km ao redor de Aurora. 